# Olasz Professzionális Liga
Az Olasz Professzionális Liga (röviden: Profiliga) az olasz labdarúgó-bajnokság harmad- és negyedosztályának küzdelmeit szervezi. A székhelye Firenzében található.
Struktúráját tekintve a Nemzeti Profiligát (amely a Seria A és Serie B küzdelmeit bonyolítja le) követi: az Elsőosztályra (régi elnevezése: Serie C1) és a Másodosztályra (régi elnevezése: SerieC2) tagolódik. Van külön kupasorozata (Coppa Italia Lega Pro) és Szuperkupája (Supercoppa di Lega 1° e 2° Divisione), valamint utánpótlás-bajnoksága is (Campionato Beretti). Utóbbi sorozatban a 15 és 20 év közötti labdarúgók vehetnek részt.
A Liga a mostani elnevezését egy tisztújítás során kapta meg, amelyre 2008 nyarán került sor. Korábbi elnevezései: Lega Nazionale Semiprofessionisti (1959-1981), Lega Nazionale Serie C (1981-1986), Lega Professionisti Serie C (1986-2008).

## A Liga vezetése, az utánpótlásképzés szisztémája
A Liga jelenlegi elnöke Mario Macalli, akit 2008. június 19-én választottak meg a tisztségébe. Őt két alelnök, illetve az elnökség segíti. Az elnökségben az országos küldöttek (összesen három) és osztályonként 6-6 küldött (összesen 12) kap még helyet. Az olasz labdarúgásnak ezen a szintjén nagyon fontos az utánpótlásképzés, ennek érdekében a 2008-2009-es idénytől új szabályként bevezették, hogy egy klub összesen 18, 1987 előtt született focistát alkalmazhat egyszerre. Az 1987 után született játékosok esetében nem létezik limit.

## A Liga egyéb tevékenységei
Azon túl, hogy a Liga bajnokságot és kupákat szervez, külön utánpótláscsapata van: egy 21 és egy 20 éven aluliakból álló válogatott. Ezek a gárdák résztvevői az International Challenge Trophy, a Mirror Cup és Trofeo Angelo Dossena nevű versenysorozatoknak. Az Olasz Profiliga koordinálja az olasz Egyetemi Válogatottat is.

## Hivatalos címer és labda
A 2008-2009-es szezontól kezdve mindegy egyes, a Liga által lebonyolított sorozatban a Liga hivatalos labdáját kell használni. Ugyancsak ettől a szezontól kezdve a versenysorozatokban részt vevő csapatok mezének bal ujján fel kell tüntetni a Liga címerét. Ezzel a Olasz Professzionális Liga az Olasz Nemzeti Profiliga hagyományait követi.